# Hilarempis huttoni
Hilarempis huttoni är en tvåvingeart som beskrevs av Mario Bezzi 1904. Hilarempis huttoni ingår i släktet Hilarempis och familjen dansflugor. Inga underarter finns listade i Catalogue of Life.